# Osteoblastom
Das Osteoblastom gehört in die Gruppe der primären Knochentumore. Diese von den Osteoblasten ausgehende Neubildung ist immer gutartig. Morphologisch ist es dem Osteoid-Osteom sehr ähnlich.

## Pathologie
Das Osteoblastom ist der „große Bruder“ des Osteoid-Osteoms, hat aber kein selbstlimitierendes Größenwachstum. Es tritt vor allem in der Wirbelsäule und den langen Röhrenknochen auf. Sein Altersgipfel liegt zwischen dem 10. und dem 20. Lebensjahr, wobei Jungen doppelt so häufig betroffen sind wie Mädchen. David Dahlin bezeichnete das Osteoblastom 1954 als Giant osteoid osteoma. Henry Lewis Jaffe identifizierte seine Entität.
In Röntgenaufnahmen zeigt sich eine zentrale Aufhellungszone, die im Gegensatz zum Osteoid-Osteom einen Durchmesser von mehr als 2 cm aufweist. In der Umgebung findet sich in der Regel keine Sklerose. Histologisch besteht das Osteoblastom aus breiten Osteoidtrabekeln mit Osteoblasten und Osteoklasten zahlreichen Kapillaren.

## Diagnose
Die Diagnose kann radiologisch gestellt werden (Lokalisation häufiger in der Wirbelsäule (40 %)). Das Osteoblastom führt im Gegensatz zum Osteoid-Osteom eher weniger zu Nachtschmerzen.

## Therapie
Die Therapie besteht entweder in einer vollständigen Ausräumung (Kürettage) oder teilweiser Entnahme (Segmentresektion) des Knochens.

## Prognose
Die Prognose ist sehr günstig. Selbst wenn nicht der gesamte Tumor entfernt wird, kann definitiv mit einer Ausheilung gerechnet werden.